# Printemps (Debussy)
Printemps è una suite sinfonica in due tempi scritta da Claude Debussy nel 1887.

## Storia
Mentre si trovava a Roma, a Villa Medici, grazie alla borsa di studio ottenuta per aver vinto il prestigioso Prix de Rome, Debussy aveva il compito di scrivere quattro brani e inviarli obbligatoriamente all'Institut. Del primo pezzo composto, Zuleima, si sa poco o nulla, solo i pareri negativi espressi dai giudici dell'Accademia di Francia.
Per il secondo invio il musicista si mise a lavorare a una suite per orchestra, coro (senza voci basse) e pianoforte, intitolato Printemps; egli intendeva comporre liberamente, senza imposizioni e scrisse di questa sua idea all'amico Émile Baron: "Vorrei esprimere la genesi lenta e malaticcia degli esseri e delle cose in natura, poi in qualche modo la fioritura che cresce e termina con una gioia radiosa di rinascere a vita nuova, tutto ciò naturalmente senza programma, provando uno sdegno per la musica che deve seguire un piccolo pezzo di letteratura che qualcuno ti abbia proposto". L'ispirazione gli fu data da un'opera pittorica del suo compagno d'Accademia Marcel Baschet che, a sua volta, sembra si fosse ispirato al dipinto di Botticelli, la Primavera. Non avendola terminata nei tempi stabiliti, Debussy raccontò che la partitura era andata distrutta dal fuoco mentre era in legatoria e aveva dovuto mandare all'Accademia solo una versione per pianoforte e alcune pagine ristrumentate velocemente. Anche per questo secondo "envoi" il parere dell'Accademia fu negativo; Debussy fu accusato di piattezza e di banalità nonché di "vago impressionismo", giudizio che sarà una "condanna immortale" per la sua musica, giunto fino ai giorni nostri.
Due anni dopo, nel 1889, la suite non era ancora terminata e quando Ernest Chausson, che era un sostenitore di Debussy, gli chiese l'opera per inserirla nei programmi della Société Nationale de Musique, il musicista disse che voleva ancora rivedere l'orchestrazione e propose in cambio La Damoiselle élue. Debussy non si occupò più di Printemps; la suite venne poi orchestrata da Henri Büsser nei primi mesi del 1912, sotto la supervisione dell'autore, in una realizzazione per sola orchestra senza il coro inizialmente previsto. Questa versione fu pubblicata da Durand nel 1913 ed eseguita il 18 aprile 1913 alla Salle Gaveau per Société Nationale con la direzione di Rhené-Baton.
Nel 1914 l'editore Durand cedette i diritti sulla composizione per realizzare una partitura di musica per balletto; questa nuova concessione permise a Debussy, sempre a corto di denaro, di incassare 10000 franchi.

## Analisi
La suite non fu bene accolta dai giudici dell'Accademia perché, nonostante presentasse una notevole dolcezza della sonorità, si allontanava molto dall'armonia tradizionale con una "ricercatezza sconfinante nella confusione" come fu affermato. La presenza in molti passaggi della scala pentatonica indica già infatti in quest'opera giovanile quelle che saranno le innovazioni della musica di Debussy negli anni a venire.
La composizione, nonostante presenti l'indicazione di Suite, ha solo due movimenti, legati fra di loro. Il primo, Très modéré, inizia in modo suadente con un'apertura che preannuncia quella del Prélude à l'après-midi d'un faune. La melodia è di grande dolcezza e si arricchisce delle particolari modulazioni armoniche. Dopo l'esposizione e lo sviluppo si ritorna al tema iniziale che va terminando con un Lento molto espressivo. Il secondo movimento, Modéré, inizia subito più vivacemente e con un ritmo più accentuato. L'indicazione Scherzando porta a un motivo di danza che in un crescendo arriva al fortissimo. Debussy in Printemps si dimostra già padrone dell'orchestra e usa sapientemente gli impasti strumentali, a volte in modo robusto, ma sempre comunque con connotazioni di ampio respiro..

## Organico
Due flauti, oboe, corno inglese, due clarinetti, due fagotti, quattro corni, due trombe, timpani, piatti, arpa, pianoforte a quattro mani, archi.